# Consiglio esecutivo della Corsica
Il Consiglio esecutivo della Corsica (in francese Conseil exécutif de Corse, in corso Cunsigliu esecutivu di a Corsica) è l'organo esecutivo della Collettività territoriale unica della Corsica.
In quanto governo regionale della Corsica, assicura la coerenza e la gestione degli affari dell'isola. È stato istituito nel 1992 e nel 2002 ha ricevuto ulteriori poteri dal governo francese.
È composto da un presidente e da otto consiglieri, eletti per sei anni dall'Assemblea della Corsica, tra i suoi stessi membri. Il compito principale del Consiglio esecutivo è lo sviluppo della Corsica in ogni campo.

## Il presidente del Consiglio esecutivo
Il presidente del consiglio esecutivo esercita il potere esecutivo della Collectività territoriale della Corsica, che nelle altre regioni della Francia è detenuto dal Presidente del Consiglio Regionale. Rappresenta la Collettività territoriale della Corsica in tutti gli atti della vita civile e giudiziaria. 
Prepara ed esegue le delibere dell'Assemblea della Corsica.